# Vlag van Gbarpolu

Vlag van Gbarpolu

De vlag van Gbarpolu, een county van Liberia, bestaat net als alle veertien andere Liberiaanse vlaggen met de nationale vlag van Liberia in het kanton. De vlag is, net als alle andere vlaggen, verleend door toenmalig president William Tubman, bij gelegenheid van zijn 70e verjaardag, op 29 november 1965.
De vlag bestaat uit geel met op het midden een witte diamant, en rechtsonder is een boom; in het kanton staat de Liberiaanse vlag.